# Bellanca Model 28-90 Flash
El Bellanca Model 28-90 Flash fue un avión monoplano estadounidense desarrollado como aeronave de uso militar para exportación, a partir del anterior avión de carreras Bellanca 28-70. Durante la Guerra Civil Española, dos lotes de este modelo fueron encargados y vendidos a las FARE; sin embargo, nunca llegaron a España, uno de los encargos fue desviado a China, donde el avión sirvió brevemente, y el segundo lote acabó en México.

## Diseño y desarrollo
El avión de carreras Bellanca 28-70, construido por encargo por la compañía Bellanca para la Carrera Aérea MacRobertson, fue embarcado a Gran Bretaña, pero se retiró en el último momento debido a que el comité árbitro de la Carrera consideró que el avión había excedido las especificaciones de diseño. Volvió a los Estados Unidos para terminar sus pruebas, pero resultó dañado gravemente en un accidente al aterrizar. En 1936 se le instaló un motor Pratt & Whitney "Twin Wasp" de 900 hp y fue redesignado como 28-90. Tras ser adquirido por el piloto especializado en vuelos récord de larga distancia británico James Mollison, el avión fue rebautizado Dorothy, por su amiga la actriz Dorothy Ward. Mollison usó el Bellanca 28-90 para establecer un nuevo récord de velocidad transatlántico Nueva York-Croydon entre el 29 y el 30 de octubre de 1936, y, más tarde, ese mismo año, realizó un intento de establecimiento de récord de larga distancia Londres-Ciudad del Cabo que fue abortado. En 1937, Mollison vendió el avión al Gobierno Republicano de España.
A partir de este avión, la firma Bellanca desarrolló un aparato militar biplaza de uso polivalente propulsado con el motor instalado en el aparato de desarrollo. En general, el avión era casi igual que el 28-70, pero estaba preparado para poder ser armado con tres ametralladoras; dos fijas de fuego delantero y una trasera sobre afuste móvil y soportes subalares para ocho bombas de 54 kg.

## Historia operacional
El Gobierno de la II República Española, en su desesperada necesidad de modernos aviones de combate, encargó 20 unidades en 1936 a través de un acuerdo "a distancia" con Air France. Con el propósito de evitar las restricciones de exportación del gobierno estadounidense en las Leyes de Neutralidad, que pretendían detener las exportaciones a países en guerra en Europa, los Bellanca 28-90 fueron pintados con falsas libreas de Air France y declarados por Bellanca como aviones de correo urgente. La verdad se descubrió, por lo que el permiso de exportación fue denegado. Sin embargo, el Gobierno chino se las arregló para asegurarse el permiso para comprar el avión y hacia allí, en agosto de 1937, fueron embarcados, en vez de a Francia. Fueron equipados con soportes para bombas y ametralladoras montadas en el fuselaje en Hankou, aunque este primer lote de máquinas sirvió poco tiempo; siete de ellos fueron destruidos en el suelo en ataques japoneses sin haber entrado en combate. Los restantes resultaron destruidos en los vuelos de pruebas y entrenamiento realizados.
Impávido, el Gobierno español lo intentó de nuevo, ordenando 22 ejemplares como "entrenadores" con pago total por adelantado, siendo los aviones esta vez exportados a una escuela de vuelo griega de reservistas civiles. Una vez más, sin embargo, se descubrió la verdad y se denegó el permiso de exportación. Finalmente, fueron adquiridos para la exportación por México, pero con destino real otra vez a España. Sin embargo, antes de que los aviones pudieran ser suministrados, la Guerra Civil Española acabó. Tras languidecer durante más de un año en un almacén en Veracruz, fueron comprados por la Fuerza Aérea Mexicana, con la que sirvieron desde agosto de 1939 a 1940, hasta su inmovilización en tierra debido a "temas relacionados con la seguridad"; en realidad lo que sucedía era que los pilotos no estaban familiarizados ni suficientemente entrenados para pilotar aviones de ese tipo.
En 1946, los 19 fuselajes supervivientes fueron adquiridos por la Charles E. Babb Company y enviados por barco a Glendale, California. Se realizó una venta final de los Bellanca todavía en cajas de embalaje a la Armada de los Estados Unidos, donde los aviones fueron distribuidos entre los Centros Técnicos de la Armada como ayudas a la instrucción.

## Variantes
28-90
Versión del Model 28-70 modificado para uso militar, uno convertido.
28-90B
Versión de producción del 28-90, 42 construidos.

## Operadores
República de China
- Fuerza Aérea China Nacionalista

 España
- Fuerzas Aéreas de la República Española

 Estados Unidos
- Armada de los Estados Unidos

 México
- Fuerza Aérea Mexicana

## Especificaciones
Referencia datos: Enciclopedia Ilustrada de la Aviación Vol 3 pag 615

### Características generales
- Tripulación: Dos (un piloto y un observador)
- Longitud: 7,9 m (25,9 ft)
- Envergadura: 14,1 m (46,2 ft)
- Altura: 2,6 m (8,7 ft)
- Superficie alar: 25,5 m² (274,8 ft²)
- Peso vacío: 2018 kg (4447,7 lb)
- Peso máximo al despegue: 3200 kg (7052,8 lb)
- Planta motriz: 1× motor radial de 14 cilindros refrigerado por aire Pratt & Whitney R-1830 Twin Wasp.
  - Potencia: 670 kW (924 HP; 911 CV)
- Hélices: Metálica tripala de paso variable

### Rendimiento
- Velocidad máxima operativa (Vno): 450 km/h (280 MPH; 243 kt) a 1525 m
- Velocidad crucero (Vc): 250 km/h (155 MPH; 135 kt)
- Alcance: 1900 km (1026 nmi; 1181 mi)
- Techo de vuelo: 9300 m (30 512 ft)
- Régimen de ascenso: 14,2 m/s (2795 ft/min)

### Armamento
- Bombas: 8 de 54 kg

## Aeronaves relacionadas

### Secuencias de designación
- Secuencia Numérica (interna de Bellanca): ← 17-20 - 19-25 - 28-70 - 28-90 - 28-92 - 28-110 - 31-40 →